# Marcos Rojkind Matluk
Marcos Rojkind Matluk (Ciudad de México, 29 de julio de 1935 - Washington D. C., 10 de septiembre de 2011) fue un médico, catedrático, investigador y académico mexicano. Se especializó en el estudio de los mecanismos moleculares en los que el alcohol y sus metabolitos inducen la fibrosis y la cirrosis hepática.

## Estudios y docencia
Realizó sus primeros estudios en la Escuela Israelita de México, en 1954 ingresó a la Facultad de Medicina de la Universidad Nacional Autónoma de México (UNAM) en donde cursó la carrera de médico cirujano. Fue discípulo del doctor Ruy Pérez Tamayo. Obtuvo su título con la tesis Estudios sobre la reabsorción del tejido conjuntivo. Fue becario de la Helen Hay Witney Foundation, de esta forma realizó estudios de posgrado en el Departamento de Bioquímica del Escuela de Medicina Albert Einstein, en Nueva York, en donde fue discípulo del doctor Paul M. Gallop. A su regreso a México colaboró para el Departamento de Patología de la UNAM y para el Departamento de Bioquímica del Instituto Nacional de la Nutrición.
Colaboró durante diez años en el Departamento de Bioquímica del Centro de Investigación y de Estudios Avanzados del Instituto Politécnico Nacional (Cinvestav). Impartió clases de Bioquímica, Biología Molecular y Patología en la Universidad George Washington. Fue profesor visitante en la Universidad Libre de Bruselas en Bélgica.

## Investigador y académico
Sus estudios se especializaron en la investigación de los mecanismos moleculares en los que el alcohol y sus metabolitos inducen la fibrosis y la cirrosis hepática, la interacción célula-célula y célula-matriz, el desarrollo de sistemas de co-cultivo para sustentar la diferenciación y la supervivencia de hepatocitos, así como el papel de las lámininas de la superficie celular en la adhesión de los tumores, la invasión y la metástasis y la hepatotoxicidad de medicamentos e infecciones con el virus de la hepatitis C.
Publicó más de doscientos cincuenta artículos para revistas científicas y libros de especialidad a nivel nacional e internacional. Fue miembro del comité editorial de la revista Hepatology y del American Journal of Phisiology. Fue consultor en la Unidad de Hígado de la Universidad de Yale.  Fue presidente de la Asociación Mexicana de Hepatología de 1985 a 1986. fue miembro de la American Society of Biological Chemists, de la Sociedad Mexicana de Bioquímica, de la Academia de la Investigación Científica, de la American Association for the Study of Liver Disease, y de The New York Academy of Sciences. Patentó algunos inventos en el área de biotecnología.
Contrajo matrimonio con Martha Halpert, con quien tuvo cuatro hijos, Monique, Sergio, Jacqueline y Michel, este último ha sobresalido internacionalmente en el campo de la arquitectura.

## Premios y distinciones
- Premio Anual de la Industria Química Mexicana en 1971.
- Premio a la Investigación Científica por la Academia Mexicana de Ciencias en 1972.
- Premio “Elli Lilly” por la Academia Nacional de Medicina en 1974.
- Premio de la Asociación Mexicana de Medicina Interna en 1979.
- Premio Anual de la Academia Nacional de Medicina en 1979.
- Premio Sandoz de México (compartido) en 1982.
- Premio Universitario Distinguido otorgado por el rector de la Universidad Nacional Autónoma de México, Octavio Rivero Serrano.
- Premio Nacional de Ciencias y Artes en el área de Ciencias Físico-Matemáticas y Naturales por la Secretaría de Educación Pública en 1985.
- Homenaje por la Asociación Mexicana de Hepatología por su contribución científica en el campo de las enfermedades hepáticas.[5]